# Carrie-Anne Moss

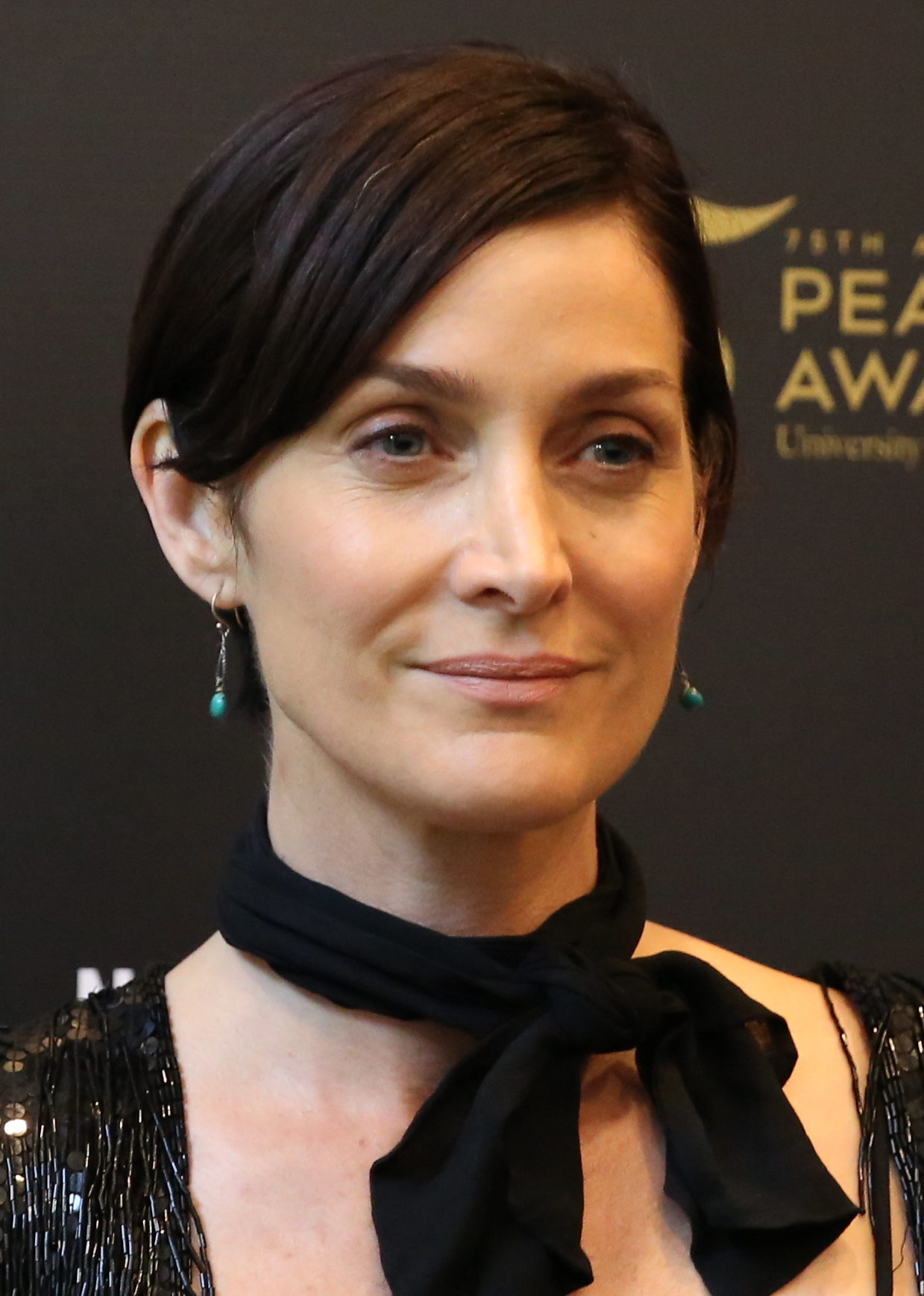
Carrie-Anne Moss (2016)

Carrie-Anne Moss (* 21. August 1967 in Burnaby, British Columbia) ist eine kanadische Schauspielerin, Filmproduzentin und ehemaliges Model. Einem weltweiten Publikum wurde sie erstmals durch die weibliche Hauptrolle im Film Matrix bekannt.

## Leben und Karriere
Ihre bereits als Schülerin begonnene Model-Karriere führte Carrie-Anne Moss nach der High School mit 20 Jahren nach Europa.
1991 bekam Moss eine Rolle in der US-amerikanisch-spanischen Fernsehserie Die Verschwörer. Nach einem Drehaufenthalt in Los Angeles entschied sie sich, dort zu bleiben. Dort spielte sie in mehreren Filmen und Theaterstücken (zum Beispiel Outward Bound am Hudson-Theater) mit. Nebenbei studierte sie Schauspiel an der American Academy of Dramatic Arts in Pasadena, Kalifornien.
An der Seite von Nick Mancuso spielte Moss die wiederkehrende Rolle der Liz Teel in der Krimiserie Matrix aus dem Jahr 1993. Es folgten Rollen in Fernsehserien wie L.A. Law, Baywatch, Models Inc. und Viper.
Für ihre Gastrolle der Irene Zuko in Ein Mountie in Chicago wurde Moss 1997 für den Gemini Award nominiert.
Moss sprach bei den Wachowski-Geschwistern für die Rolle der Trinity im 1999 erschienenen Action-Film Matrix vor. Obwohl sie nie zuvor im Action-Genre gedreht hatte, wurde sie wegen ihrer Karatekenntnisse engagiert. Für den Film absolvierte sie zusammen mit Keanu Reeves, Laurence Fishburne und Hugo Weaving ein monatelanges Kung-Fu-Training in Hongkong. Der Erfolg von Matrix samt den beiden Fortsetzungen, in denen sie ebenso die weibliche Hauptrolle spielte, machte sie zu einer gefragten Darstellerin. 2021 war sie erneut in dieser Rolle in Matrix Resurrections zu sehen.
Es folgten Haupt- und Nebenrollen in Filmen wie Memento, Red Planet, Suspect Zero und Snow Cake. Ihr Schaffen für Film und Fernsehen umfasst mehr als 70 Produktionen.
1999 heiratete Moss ihren Schauspielkollegen Steven Roy, mit dem sie zwei Söhne (* 2003, * 2005) und eine Tochter (* 2009) hat.

## Filmografie (Auswahl)
- 1991–1993: Das Gesetz der Straße (Street Justice, Fernsehserie, 2 Episoden)
- 1991–1993: Die Verschwörer (Dark Justice, Fernsehserie, 9 Episoden)
- 1993: Matrix (Fernsehserie, 13 Episoden)
- 1993: Flashfire
- 1994: Baywatch – Die Rettungsschwimmer von Malibu (Baywatch, Fernsehserie, Episode 4x16)
- 1994–1995: Models Inc. (Fernsehserie, 28 Episoden)
- 1994: The Soft Kill
- 1995: Angriff aus dem Dunkeln (Toughguy)
- 1995: Nowhere Man – Ohne Identität! (Nowhere Man, Fernsehserie, Episode 1x04)
- 1996: Ein Mountie in Chicago (Due South, Fernsehserie, Episode 2x07)
- 1996: Sabotage – Dark Assassin (Sabotage)
- 1996–1997: F/X – Final Illusion (Fernsehserie, 17 Episoden)
- 1997: Lethal Tender
- 1997: Viper (Fernsehserie, Episode 3x01)
- 1999: Matrix (The Matrix)
- 2000: Chocolat – Ein kleiner Biss genügt (Chocolat)
- 2000: Memento
- 2000: Red Planet
- 2000: Second Chance – Alles wird gut (The Crew)
- 2003: Matrix Reloaded (The Matrix Reloaded)
- 2003: Matrix Revolutions (The Matrix Revolutions)
- 2004: Suspect Zero – Im Auge des Mörders (Suspect Zero)
- 2005: Glück in kleinen Dosen (The Chumscrubber)
- 2006: Der Geschmack von Schnee (Snow Cake)
- 2006: Mein erster Mord (Mini’s First Time)
- 2006: Fido – Gute Tote sind schwer zu finden (Fido)
- 2007: Disturbia
- 2008: Zurück im Sommer (Fireflies in the Garden)
- 2009: Love Hurts
- 2010: Unthinkable – Der Preis der Wahrheit (Unthinkable)
- 2011–2012: Chuck (Fernsehserie, 4 Episoden)
- 2012: Knife Fight – Die Gier nach Macht (Knife Fight)
- 2012: Silent Hill: Revelation
- 2012–2013: Vegas (Fernsehserie, 21 Episoden)
- 2013: Compulsion
- 2014: Pompeii
- 2014: Crossing Lines (Fernsehserie, 4 Episoden)
- 2014: Elephant Song
- 2015: Frankenstein – Das Experiment (Frankenstein)
- 2015–2019: Marvel’s Jessica Jones (Fernsehserie, 34 Episoden)
- 2016: Marvel’s Daredevil (Fernsehserie, Episode 2x13)
- 2016: Feuer im Kopf (Brain on Fire)
- 2016: Humans (Fernsehserie, 8 Episoden)
- 2017: The Bye Bye Man
- 2017: Marvel’s Iron Fist (Fernsehserie, 3 Episoden)
- 2017: Marvel’s The Defenders (Fernsehserie, Episode 1x02)
- 2019–2022: Kommissar Wisting (Wisting, Fernsehserie, 11 Episoden)
- 2019–2022: Tell Me a Story (Fernsehserie, 10 Episoden)
- 2021: Matrix Resurrections (The Matrix Resurrections)
- 2023: Führer und Verführer (Accidental Texan)
- 2024: The Acolyte (Fernsehserie, 3 Episoden)
- 2024: Die Alone
- 2025: Fubar (Fernsehserie, 8 Episoden)

## Auszeichnungen
- 2007 wurde Moss in der Kategorie Beste Nebendarstellerin mit dem Genie Award für Snow Cake ausgezeichnet.